# Solo pour deux
Pour les articles homonymes, voir All of Me et Solo pour deux (homonymie).
Pour plus de détails, voir Fiche technique et Distribution.
Solo pour deux (All of Me) est un film américain réalisé par Carl Reiner, sorti en 1984. Le film est ressorti en vidéo en France sous le titre Un corps pour deux.

## Synopsis
Une femme riche et excentrique mourante désire transférer son esprit dans le corps d'une jeune femme, mais l'opération ne se passe pas comme prévu, puisque son âme s'installe dans le corps de son avocat.

## Fiche technique
- Décors : Edward C. Carfagno
- Photographie : Richard H. Kline
- Montage : Bud Molin (en)
- Musique : Patrick Williams
- Production : Stephen J. Friedman (en)
- Société de distribution : Universal Pictures
- Langue : anglais

## Distribution
- Steve Martin (VF : Michel Elias) : Roger Cobb
- Lily Tomlin (VF: Julia Dancourt) : Edwina Cutwater
- Victoria Tennant (VF : Martine Irzenski) : Terry Hoskins
- Madolyn Smith Osborne (en) : Peggy Schuyler
- Richard Libertini : Prahka Lasa
- Dana Elcar : Burton Schuyler
- Jason Bernard : Tyrone Wattell
- Selma Diamond (en) : Margo
- Eric Christmas : Fred Hoskins
- Gailard Sartain : Fulton Norris
- Neva Patterson : Gretchen
- Michael Ensign : M. Mifflin

 Source et légende : version française (VF) sur RS Doublage

## Autour du film
- C'est durant ce tournage que Steve Martin a rencontré sa future première épouse, Victoria Tennant, qu'il épousera en 1986[2].
- Le film a rapporté 36,4 millions de dollars de recettes aux États-Unis[3].
- Solo pour deux est le quatrième et dernier film auquel Steve Martin ait collaboré avec Carl Reiner.

## Distinctions
- Nommé au Golden Globe du meilleur acteur dans un film musical ou une comédie (Steve Martin)
- Nommé au Golden Globe de la meilleure actrice dans un film musical ou une comédie (Lily Tomlin)